# Ligęzowie herbu Półkozic

Półkozic

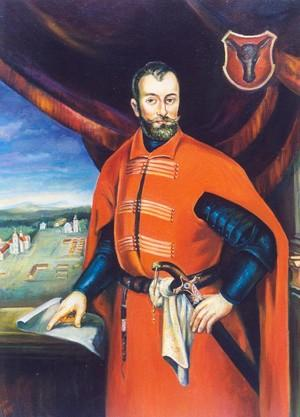
Mikołaj Spytek Ligęza

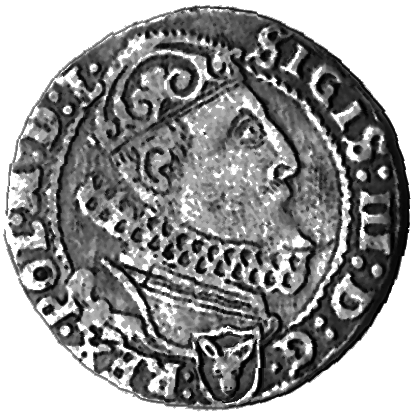
Szóstak Zygmunta III z Półkozicem Hermolausa Ligęzy

Ligęzowie – polski ród szlachecki herbu Półkozic.

## Historia rodu
Jak pisze Adam Boniecki, protoplastą Ligęzów miał być Michał, syn Piotra, wymieniony w przywilejach z 1220, 1222 i 1232. Wywodzić się mieli z ziemi sandomierskiej, skąd w XIV i XV wieku różne gałęzie rodziny osiedlały się głównie na Podkarpaciu, choć istnieją przekazy o Ligęzach pełniących funkcje publiczne na Mazowszu i w ziemi łęczyckiej. Ligęzowie pełnili różne funkcje urzędnicze, byli między innymi starostami. Szczyt potęgi rodu przypadł na okres XIV i XVI wieku - wtedy to Jan Ligęza pełnił urząd wojewody łęczyckiego, Mikołaj Spytek Ligęza piastował godność senatora i walczył ze Stanisławem Diabłem Stadnickim, zaś Hermolaus Ligęza był podskarbim wielkim koronnym. Ród ten nie wymarł - jego członkowie legitymowali się ze szlachectwa w 1852.

## Przedstawiciele rodu
- Dzierżykraj Półkozic
- Jan Ligęza
- Hermolaus Ligęza
- Feliks Ligęza
- Mikołaj Ligęza z Bobrku (1529–1603)
- Mikołaj Spytek Ligęza
- Stanisław Ligęza z Gorzyc
- Stanisław Szczęsny Ligęza
- Zygmunt Ligęza – starosta lwowski.